# William Barclay (teologo)
William Barclay (Wick, 5 dicembre 1907 – Glasgow, 24 gennaio 1978) è stato un presbitero, teologo e biblista britannico.

## Biografia
Barclay ha studiato all'Università di Glasgow, dove ha conseguito il master of arts in lettere classiche e il bachelor in Divinity (disciplina di ambito teologico). Nel biennio 1932-1933 ha perfezionato i suoi studi all'università di Marburgo. Tornato in patria, nel 1933 è stato ordinato ministro della Chiesa di Scozia e inviato ad esercitare il suo ministero a Renfrew, dove è stato fino al 1946. Nel 1947 è tornato come lettore all'Università di Glasgow, dove nel 1964 è diventato professore ordinario di Divinity e di Critica biblica.  Nel 1974 si è ritirato dall'insegnamento. Barclay ha scritto numerosi libri di teologia. Era molto conosciuto in Gran Bretagna anche per la sua partecipazione a programmi radiofonici e televisivi.

## Posizioni religiose
Barclay si è descritto teologicamente come un "evangelico liberale". Il suo pensiero, da lui espresso nella sua autobiografia, è stato  elaborato in seguito da Clive L. Rawlins in una biografia autorizzata. Le sue posizioni comprendevano i seguenti punti:
- credenza nella salvezza universale: "Sono un universalista convinto. Credo che alla fine tutti gli uomini saranno riuniti nell'amore di Dio".
- pacifismo: "la guerra è un omicidio di massa".
- credenza nell’evoluzione: "Crediamo nell'evoluzione, la lenta ascesa dell'uomo dal livello delle bestie. Gesù è la fine e il culmine del processo evolutivo perché in Lui gli uomini hanno incontrato Dio".
- critica sulla divinità di Gesù: "Il pericolo della fede cristiana è che abbiamo istituito Gesù come una specie di Dio secondario. La Bibbia non fa mai, per così dire, un secondo Dio di Gesù. Piuttosto, sottolinea la totale dipendenza di Gesù da Dio".

Altri autori hanno anche suggerito che Barclay era critico sulla dottrina della morte di Gesù come espiazione sostitutiva, sulla nascita verginale di Gesù e sui miracoli di Gesù.

## Libri principali

### Libri su Gesù
- The Gospel of Luke
- The Gospel of Mark
- The Gospel of Matthew
- The Gospel of John
- The Acts of the Apostles
- Discovering Jesus
- Jesus of Nazareth
- Jesus As They Saw Him: New Testament
- Crucified and Crowned
- The Mind of Jesus
- The Parables of Jesus
- The Plain Man Looks at the Beatitudes
- The Plain Man Looks at the Lord's Prayer
- The Old Law and the New Law
- And He Had Compassion: The Miracles of Jesus
- We Have Seen the Lord: The Passion
- The Master's Men
- Fishers of Men
- Jesus and the Cross

### Libri sul Nuovo Testamento
- The letter to the Romans
- The letters to the Galatians and Ephesians
- The letter to the Hebrews
- The letters to the Philippians, Colossians and Thessalonians
- The letters to the Corinthians
- The letters to Timothy, Titus and Philemon
- The letters of James and Peter
- The letters of John and Jude
- New Testament Words
- Letters to the Seven Churches
- Great Themes of the New Testament
- The Mind of St. Paul
- Flesh And Spirit
- The New Testament: A New Translation